# Apogonichthyoides taeniatus
Apogonichthyoides taeniatus és una espècie de peix pertanyent a la família dels apogònids.

## Descripció
- Pot arribar a fer 17 cm de llargària màxima.
- És de color marronós o gris argentat amb 3 franges verticals més fosques a cada flanc.
- 8 espines i 8-9 radis tous a l'aleta dorsal i 2 espines i 6-8 radis tous a l'anal.
- Ulls lleugerament més grans que el musell.[5][6]

## Hàbitat
És un peix marí, de clima subtropical i associat als esculls costaners i els manglars, el qual viu entre 5 i 20 m de fondària.

## Distribució geogràfica
Es troba a l'Índic occidental, el golf Pèrsic i el mar Roig: Moçambic, Aldabra, Madagascar, Hong Kong, Bahrain, les Comores, Egipte, Jordània, Kenya, Oman, les Seychelles, el Sudan i Tanzània. Ha colonitzat la Mediterrània oriental a través del Canal de Suez.

## Observacions
És inofensiu per als humans.